# SHIPS (男性アイドルグループ)
SHIPS（シップス）は、中原杏の漫画『きらりん☆レボリューション』及びそのアニメ版に登場するユニット。また、声優を務める井出卓也と金井史更により結成されたユニット。

## メンバー
- 井出卓也（いで たくや） - 風間宙人役
- 金井史更（かない しこう） - 日渡星司役

## 概要
『きらりん☆レボリューション』のコラボレーションユニットの第3弾で初の男性ユニット。元々はアニメ版第102話（第2シリーズ最終話）までは声優を本職とする陶山章央と保志総一朗の2人がそれぞれ宙人、星司を演じていたキャラクターで、企画CD「きらりん☆レボリューション ソング・セレクション」シリーズの1と2にはこの2人で歌っているSHIPSのオリジナルソングも収録されている。しかし、アニメが第3シリーズ（STAGE3）にリニューアルするにあたり、SHIPSも月島きらり starring 久住小春 (モーニング娘。)と同様の実写でのメディアミックスを図るため、キャストを宙人と星司のキャラクター設定に近い井出と金井に変更され、同時に一つのユニットとしての活動を開始。シングルCDのリリースや、単独でのイベント開催、「おはスタ」への木曜レギュラー出演などを行っていた。その後、2009年3月にユニットの元となっていたアニメ『きらりん☆レボリューション』が終了し、同年5月4日に行われたコンサート「きらりん☆レボリューションファイナルステージ」をもって活動を休止した。
なお、キャラクターについてのSHIPSはきらりん☆レボリューションの登場キャラクターを参照のこと。

## ディスコグラフィ

### シングル
|        | タイトル           | タイトル                                                 | 発売日   | カップリング曲         | 最高   | 登場   |
| 2008年 | 2008年             | 2008年                                                   | 2008年   | 2008年                 | 2008年 | 2008年 |
| ------ | ------------------ | -------------------------------------------------------- | -------- | ---------------------- | ------ | ------ |
| 1st    | TOKYO FRIEND☆SHIPS | 作詞：ササキオサム 作曲：ササキオサム 編曲：ササキオサム | 6月25日  | half of dream          | 69位   | 2回    |
| 2nd    | きみがいる         | 作詞：伊橋成弥 作曲：伊橋成弥 編曲：鈴木ヒロト           | 11月26日 | さよならの Ring A Ring | 140位  | 1回    |

※順位、回数はオリコンウィークリーチャート

## テレビ
- おはスタ - 木曜日にレギュラー出演（2009年5月4日卒業）